# Ford Transit Connect
La Ford Transit Connect est un véhicule utilitaire et ludospace de la marque Ford, lancé depuis mars 2003 en deux générations. Il remplace le Ford Courier et la version camionnette de la Ford Escort. Sa version civile s'appelle Tourneo Connect, destinée au transport de passagers.
Ses concurrents directs sont les Citroën Berlingo, Peugeot Partner, Opel Combo, Fiat Doblo, Volkswagen Caddy, Renault Kangoo et Mercedes Citan.

## Première génération (2002-2013)
Le premier opus lancé en mars 2003 est restylé fin 2005 et 2009. Le Transit Connect a été introduit en Europe en octobre 2002 en remplacement des fourgonnettes dérivées de voitures basées sur l'Escort et la Fiesta, mais comme il est construit sur une plate-forme dédiée pour les véhicules utilitaires, il n'est pas en soi une fourgonnette dérivée d'une voiture. En Europe, la production de l'Escort a cessé en 2000 (bien que les Escort fourgonnettes aient duré encore deux ans), tandis que le Fiesta Courier devait également être interrompu lorsque la Fiesta de cinquième génération est entrée en production en 2002. Ford a choisi de ne pas développer une version fourgonnette directement basée sur la Focus, mais plutôt de faire une conception construite à cet effet.
Partageant peu de composants avec le Transit beaucoup plus grand, le Transit Connect était construit sur la plate-forme C170 dédiée au véhicule utilitaire et similaire à celle de la Ford Focus internationale, alors commune avec celle de la Ford Focus nord-américaine de première génération. Plutôt que d'adapter une carrosserie existante en fourgonnette, le Transit Connect a été conçu avec des portes latérales coulissantes.
L'Escort fourgonnette et le Fiesta Courier étaient respectivement assemblés dans les usines de Halewood et de Dagenham en Angleterre, mais les deux usines devaient cesser la production de voitures Ford (Halewood devait être cédée à Jaguar, tandis que Dagenham devait devenir une usine de moteurs uniquement), donc une nouvelle usine de production était nécessaire.
Le Transit Connect, lui, a été fabriqué dans l'usine Ford Otosan de Kocaeli en Turquie.
Au cours de sa première année sur le marché nord-américain, le Transit Connect a reçu le prix «Camion nord-américain de l'année 2010» au North American International Auto Show (NAIAS).

### Mise à jour de 2009
Depuis mi-2009, le Transit Connect est importé aux États-Unis et au Canada. Présenté pour la première fois aux États-Unis au Salon de l'auto de Chicago 2008, le modèle de production de 2010 a été présenté au salon de l'année suivante le 11 février 2009. Il est disponible aux États-Unis à partir de 2012.
L'introduction de la variante nord-américaine a coïncidé avec un lifting de mi-cycle qui comprend une calandre avant restylée, un pare-chocs avant plus profond et un nouveau tableau de bord comprenant le tableau de bord et le boîtier d'instrumentations de la Focus C307.
Il existe deux versions sur ce modèle : la version "courte" et la version "long" (qui est plus longue et existe quant à elle en 8 places). Au départ, seule la version à empattement long de la fourgonnette, équipée d'un moteur essence quatre cylindres de 2,0 litres et d'une transmission 4F27E à 4 vitesses, étaient proposés en Amérique du Nord; ailleurs, sa gamme de motorisation se compose uniquement d'un moteur Diesel, le 1.8 TDCi (90 ou 110 chevaux) et la transmission manuelle à 5 vitesses était le seul groupe motopropulseur disponible. Le moteur essence quatre cylindres en ligne Duratec DOHC de 2,0 L développe 136 chevaux à 6 300 tr/min. Il spécifie de l'essence avec un indice d'octane minimum de 87% et la consommation de carburant est de 11,2 L/100 km en ville, 8,7 L/100 km sur autoroute et 10,2 L/100 km en combiné.
Une version électrique a suivi en 2011, convertie par Azure Dynamics Corporation dans une usine américaine.
En mai 2009, afin de susciter de l'intérêt et une notoriété en Amérique du Nord, des Transit Connect spécialement équipés comme des «salles d'exposition mobiles» ont été exposés dans des parcs industriels et d'autres sites de 13 zones urbaines des États-Unis, dans le but d'offrir 3 000 essais routiers aux propriétaires de petites entreprises.
Avec l'année modèle 2011, Ford a offert aux États-Unis et au Canada le Transit Connect XLT Premium Wagon, une version pour passager de la fourgonnette - avec des sièges pour cinq, vitres arrière qui s'ouvraient pour la ventilation, conscience des angles morts, caméra de vision arrière, jantes alliage plus grandes, calandre couleur carrosserie et feux antibrouillard avant.
Aux États-Unis, le Transit Connect Wagon a été le premier monospace Ford depuis l'arrêt du Freestar en 2007, même si sa taille était plus proche de la longueur standard du Ford Aerostar vendu de 1986 à 1997.
En 2013, d'après l'Argus, un Tourneo Connect court de 2008 avec 60 000 km, par exemple, vaut entre 6500 et 7 800 euros en fonction de son état et de sa finition.

### Niveaux de finition
Pour la finition, on a le choix entre une L, une LX ou une GLX. Avec cette dernière version, la Tourneo est mieux équipée (meilleure insonorisation, vitres sur-teintées, jantes en aluminium, prestige...).
Aux États-Unis, le Transit Connect était disponible en deux niveaux de finition différents:
- XL : Vitres manuelles, serrures de porte manuelles, surfaces de sièges en tissu, stéréo A-M/F-M, deux haut-parleurs, jantes en acier peintes en noir avec enjoliveurs en plastique, moteur quatre cylindres en ligne de 2,0 L, transmission automatique, traction avant et climatisation.
- XLT : Vitres électriques, serrures de porte électriques, quatre haut-parleurs et accents et pare-chocs couleur carrosserie.

Pour les modèles pour passager, un modèle XLT Premium était proposé, ajoutant ces fonctionnalités au XLT : Stéréo A-M/F-M avec lecteur CD à disque unique/MP3 et prises USB et d'entrée audio auxiliaire, surfaces des sièges en cuir, garniture sur la porte arrière et matériau insonorisant intérieur amélioré. Ce modèle a beaucoup plu aux familles.

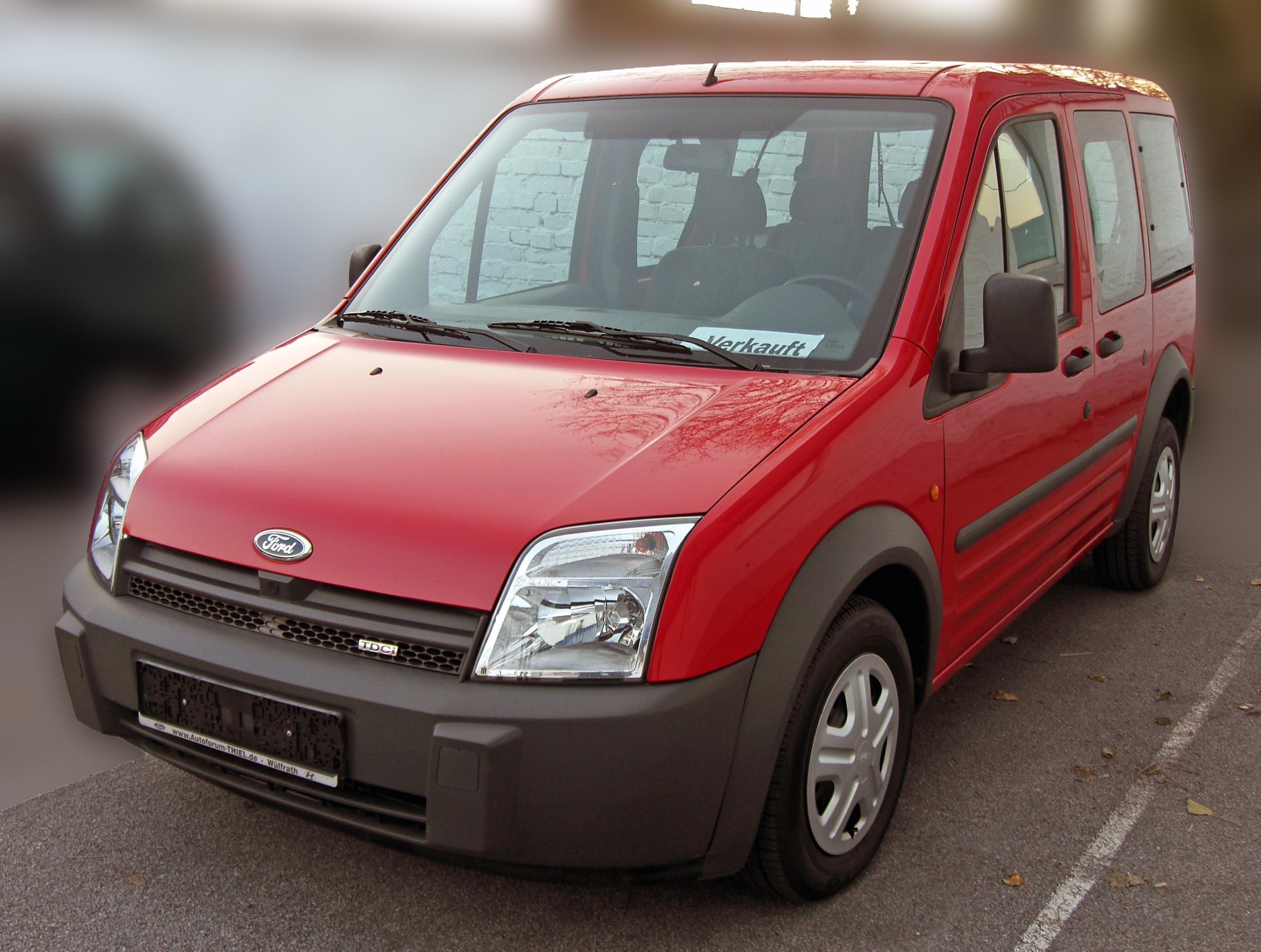
Ford Tourneo Connect I
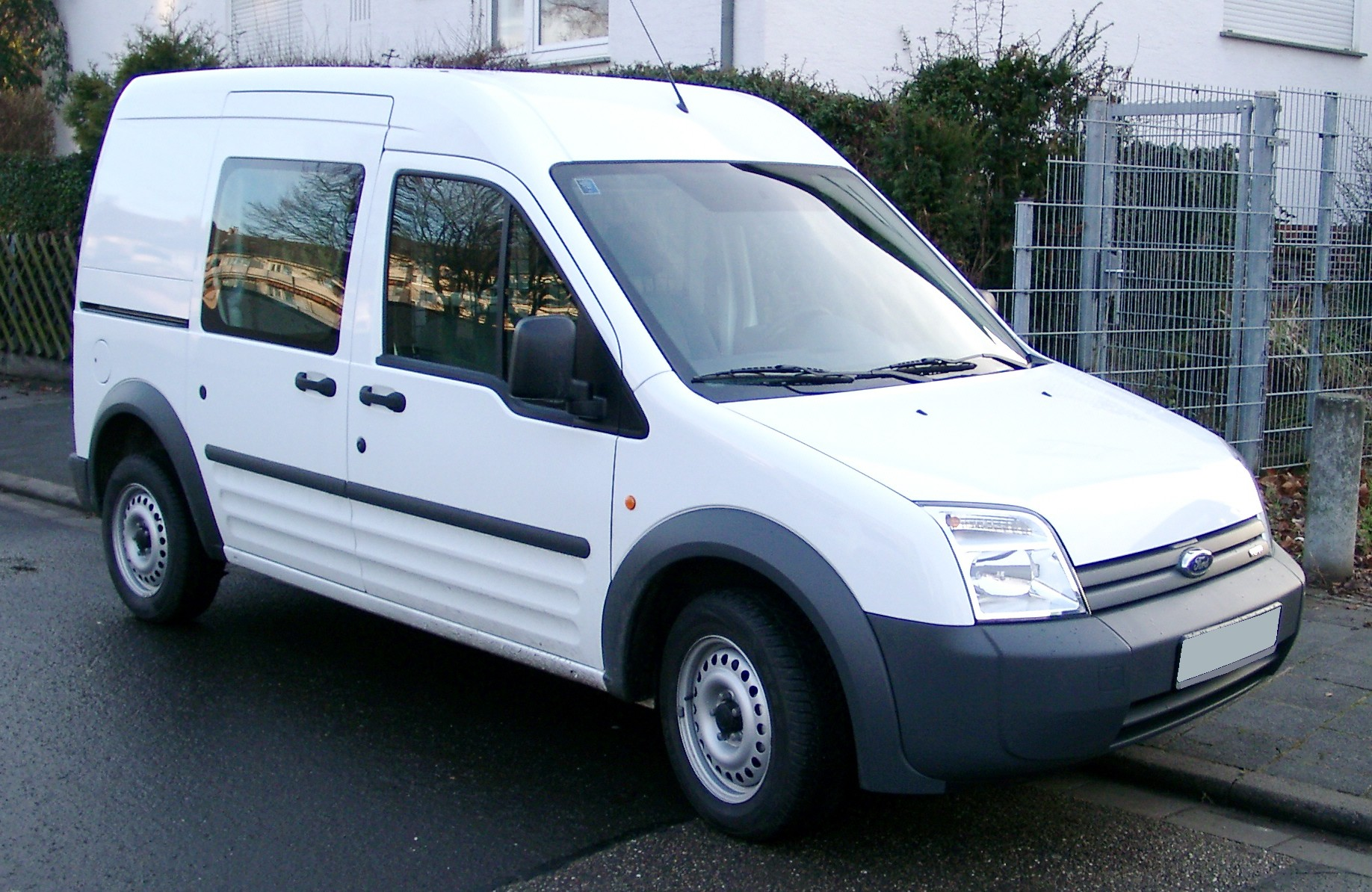
Ford Transit Connect I Phase II (2005-2009)
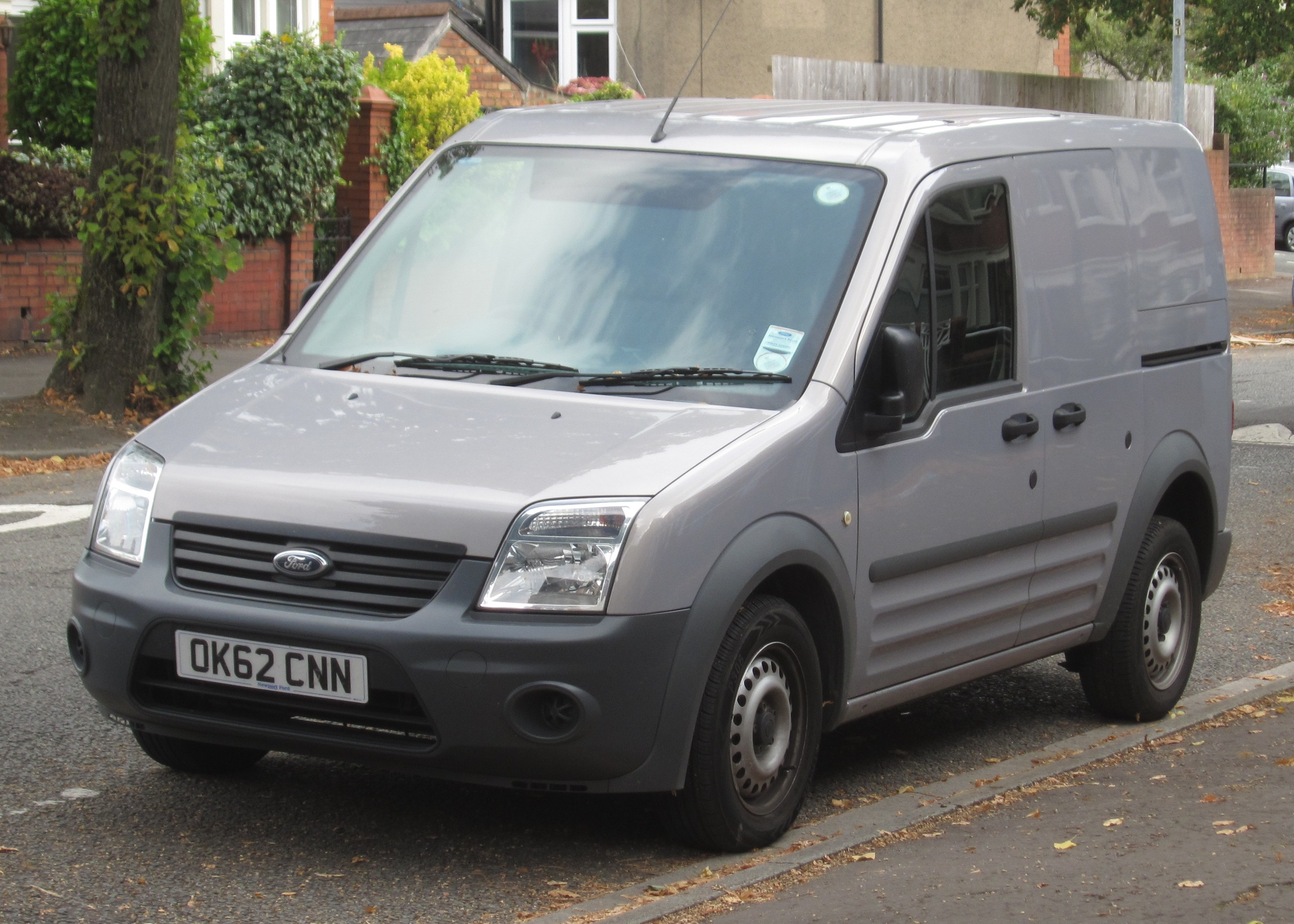
Ford Transit Connect I Phase III (2009 - 2012)

## Deuxième génération (2012-aujourd'hui)
La seconde génération des Transit Connect et Tourneo Connect est sortie le 6 septembre 2012 à Amsterdam, aux Pays-Bas. Dans sa première refonte depuis son introduction en 2002, le Transit Connect de 2014 adopte de nombreuses fonctionnalités du langage de style Kinetic Design. Un changement de conception majeur est un hayon arrière en option en plus des doubles portes préférées par les commerciaux et les utilisateurs de fauteuils roulants. Le Transit Connect comprendra une nouvelle fonctionnalité optionnelle appelée MyKey, un système de clé personnalisé. Les commandes du propriétaire de la MyKey permettent au propriétaire du véhicule de programmer différentes touches pour restreindre différentes fonctionnalités du véhicule, telles que la vitesse maximale et le volume maximal de la radio.
Ils sont fabriqués dans l'usine Ford de Valence en Espagne. Comme auparavant, pour éviter le tarif de 25% sur les camions importés, toutes les fourgonnettes pour le fret vendues aux États-Unis sont construites et expédiées en tant que fourgonnettes pour passagers, qui sont ensuite converties en fourgonnette pour le fret avant la livraison. Des rapports ont été publiés selon lesquels les douanes américaines ont dit à Ford qu'ils devaient arrêter cette pratique.

### Amérique du Nord
Le Transit Connect de 2014 est propulsé par un moteur quatre cylindres en ligne de 2,5 L ou un quatre cylindres en ligne EcoBoost turbocompressé de 1,6 L. Le seul type de transmission disponible est la boîte automatique 6F-35 à 6 rapports. Pour les acheteurs intéressés par les véhicules à carburant alternatif, Ford propose en option du matériel permettant de convertir le moteur de 2,5 L pour utiliser du GNC ou du GPL/propane au lieu de l'essence.
Lorsqu'il est vendu aux États-Unis, le Tourneo Connect porte le surnom de «Transit Connect Wagon», disponible en deux empattements et avec un choix de sièges pour 5 ou 7 places. Cette dernière configuration est le premier monospace 7 places vendu par Ford depuis l'arrêt en 2007 des Ford Freestar et Mercury Monterey,.
En 2014, il était disponible en trois modèles[réf. nécessaire]:
- XL : Moteur quatre cylindres en ligne de 2,5 L, transmission automatique 6F-35 à 6 vitesses, traction avant, stéréo A-M/F-M avec prise d'entrée audio auxiliaire, deux haut-parleurs (quatre haut-parleurs pour le modèle pour passager), surfaces de sièges en vinyle, vitres manuelles, serrures de porte manuelles et roues de 16 pouces en acier peint en noir avec enjoliveurs en plastique. En termes de prix, le XL s'insère au-dessus du XLT pour le modèle pour passager.
- XLT ajoute : Stéréo A-M/F-M avec radio HD, prises d'entrée USB et audio auxiliaires et quatre haut-parleurs (modèle pour le fret) ou six haut-parleurs (modèle pour passager), Ford SYNC, vitres électriques et serrures de porte électriques. En termes de prix, le XLT s'insère en dessous du XL pour le modèle pour passager.
- Titanium, uniquement pour le modèle pour passager, ajoute : Stéréo A-M/F-M avec radio HD, lecteur CD à disque unique/MP3, caméra de recul arrière, prises d'entrée USB et audio auxiliaires, surfaces de sièges en cuir, sièges de troisième rangée, entrée sans clé et système de sécurité, augmentation de l'insonorisation intérieure et des panneaux intérieurs et jantes alliage de 16 pouces (évolutives en jantes alliage de 17 pouces), ainsi que des pare-chocs et des accents extérieurs de couleur carrosserie. Il s'agit du modèle haut de gamme pour le modèle Transit Connect pour passager, et il n'est disponible que pour le modèle pour passager.

### Lifting de 2019
En septembre 2018, pour l'année modèle 2019. le duo Transit/Tourneo Connect II phase 2 restylé est commercialisé, recevant une nouvelle calandre qui entoure le logo et des optiques affinés, avec l'intérieur recevant un tableau de bord repensé. Conservant les mêmes empattements et hauteurs de carrosserie que depuis son lancement en 2014, le modèle rénové remplace le moteur de 2,5 L par un moteur quatre cylindres en ligne à injection directe de 2,0 L (le moteur de 2,5 L reste une option pour la conversion en GPL/GNC). Lors du lancement du modèle relifté, un moteur diesel EcoBlue de 1,5 L a été annoncé; les deux moteurs étaient jumelés à une transmission automatique à 8 rapports. En juillet 2019, après plusieurs retards, la production du Transit Connect diesel a été abandonnée pour l'Amérique du Nord.
Pour la production de 2020, Ford a mis fin à la production de la fourgonnette Transit Connect à empattement court, offrant uniquement le style de carrosserie à trois rangées.

### Sécurité et rappel
En 2017, Ford a rappelé les Ford Transit Connect de 2013-2015 avec les moteurs EcoBoost de 1,6 L en raison d'un risque d'incendie moteur causé par un «manque de circulation du liquide de refroidissement». Le rappel a en partie contribué à une charge de 300 millions de dollars américains par Ford,.

### Capacités de chargement
- Empattement court : 3,48 m3 au total[19],[20]
  - 2,97 m3 d'espace de chargement[21]
  - 2,83 m3 de volume de chargement derrière la première rangée (avec sièges de deuxième rangée rabattus)
  - 1,41 m3 de volume de chargement derrière la deuxième rangée

- Empattement long : 4,77 m3 au total[19],[20]
  - 3,68 m3 de chargement[21]
  - 0,53 m3 de volume de chargement derrière la troisième rangée, avec sièges coulissants vers l'avant
  - 2,83 m3 de volume de chargement derrière la première rangée (avec sièges de deuxième rangée rabattus)

- Remorquage : Le Transit Connect de 2014 est conçu pour remorquer 910 kg[22],[19]

#### Vitesse maximale et consommation de carburant
Il est estimé que le Ford Transit Connect pour le fret de 2,5 L de 2014 à une consommation de 12,8 litres aux 100 km en ville et de 8,3 litres aux 100 km sur autoroute, 9,5 secondes de 0 à 97 km/h, et vitesse maximale de 174 km/h.

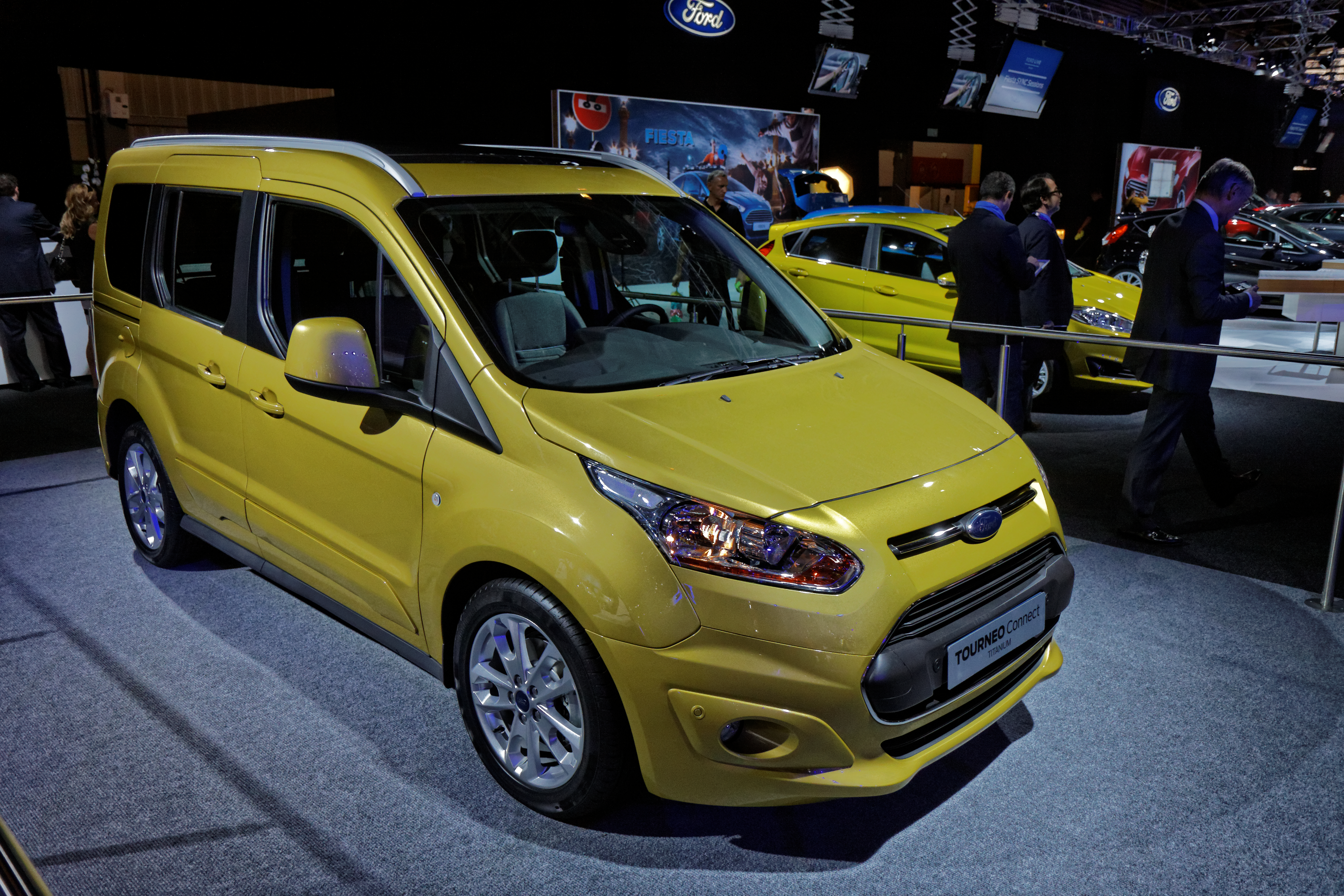
Ford Tourneo Connect II
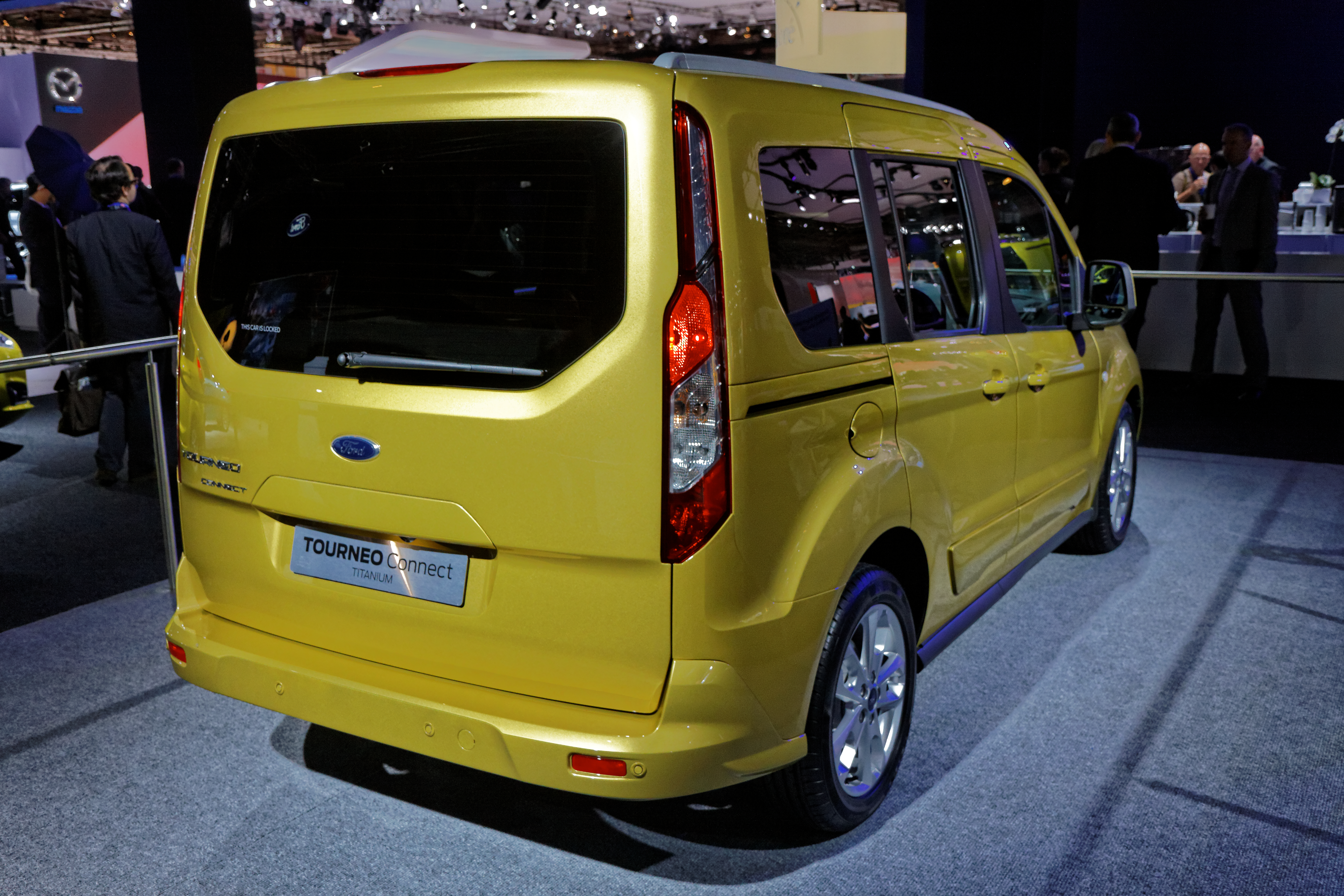
Ford Tourneo Connect II
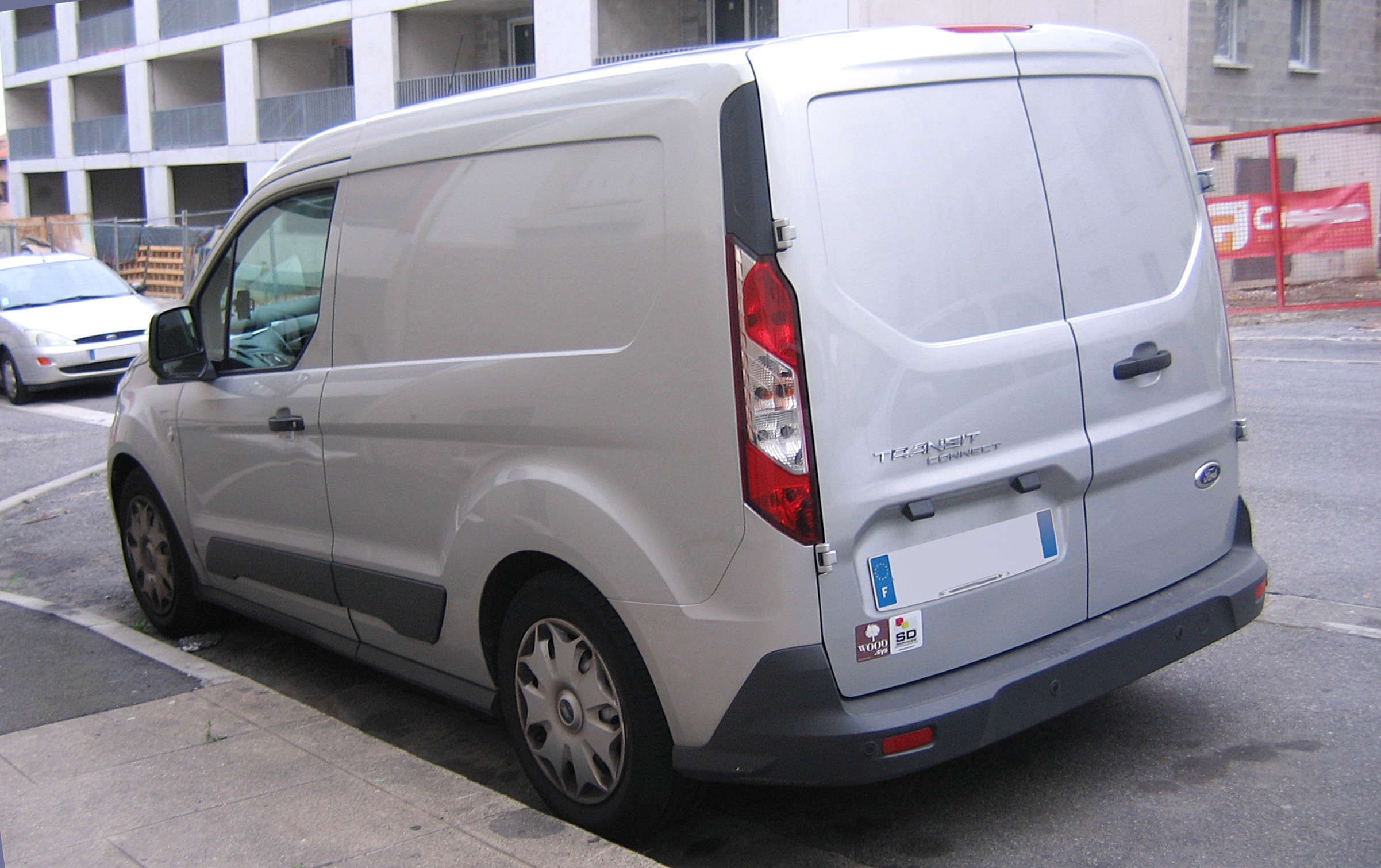
Ford Transit Connect II

## Contournement tarifaire
Ford importe aux États-Unis tous les Transit Connect en tant que véhicules pour passager avec vitres arrière, sièges arrière et ceintures de sécurité arrière pour contourner le tarif de 25% sur les camions légers importés. Les véhicules sont exportés depuis la Turquie sur des cargos appartenant à Wallenius Wilhelmsen Logistics, arrivent à Baltimore et sont convertis en véhicules pour le fret dans les installations de WWL Vehicle Services Americas Inc.: les vitres arrière sont remplacées par des panneaux métalliques et les sièges arrière retirés (sauf sur les modèles Wagon). Les pièces retirées sont recyclées.
Le processus exploitait une faille perçue dans la définition douanière d'un véhicule utilitaire. Comme un véhicule utilitaire n'a pas besoin de sièges avec ceintures de sécurité ou de lunette arrière, la présence de ces éléments exempte le véhicule du statut de véhicule utilitaire. La conversion coûtait à Ford des centaines de dollars par fourgonnette, mais a permis d'économiser des milliers de dollars par rapport à devoir payer la taxe.
En partie à cause de cela, seule la configuration à empattement long et à toit surélevé est exportée vers l'Amérique du Nord. Dans la plupart des endroits, le Transit Connect à toit surélevé, comme la plupart des fourgons Ford Econoline, ne peut pas accéder au parkin à étages en raison de sa hauteur de 1,98 m (6 pi 6 po).
En juillet 2018, Ford continue d'employer la faille, mais a été continuellement devant les tribunaux pour cette pratique.
Le 7 juin 2019, les États-Unis ont gagné leur appel devant la Cour d'appel fédérale. Le tribunal a déterminé que le Ford Transit Connect était un véhicule de transport de marchandises.
Depuis la production de 2019, le processus de conversion des Transit Connect a subi une révision majeure. Bien que tous les véhicules soient toujours importés d'Espagne en tant que véhicules pour passager et convertis en véhicules pour le fret (un processus qui atteint environ 85% des Transit Connect importés en Amérique du Nord), la conversion n'implique plus l'élimination/le recyclage des pièces retirées; au lieu de cela, les sièges arrière et les vitres arrière retirés sont expédiés à Ford Espagne pour être réutilisés.

## Troisième génération (2022-)
Le Transit Connect de troisième génération, lancé en 2022, est une version rebadgée du Volkswagen Caddy de quatrième génération, dans le cadre du partenariat stratégique entre Volkswagen et Ford sur le marché des véhicules utilitaires.

## Utilisation par les flottes

### Remplacement du Grumman LLV
Le 18 mars 2010, Postes Canada et la Ford Motor Company ont annoncé que Postes Canada achèterait une flotte de fourgonnettes Ford Transit Connect pour remplacer leur flotte vieillissante de véhicules Grumman LLV. L'outillage pour une conduite à droite existait déjà pour les versions vendues sur les marchés avec conduite à droite, contribuant probablement à la sélection du modèle. Cependant, tous les Transit Connect de Postes Canada sont en conduites à gauche.

### Taxi
Dans les applications des flottes (taxi), Ford commercialise le Ford Transit Connect Wagon en remplacement de la Ford Crown Victoria à empattement long (abandonnée en 2011). Pour une utilisation en taxi, les modifications comprennent le déplacement de la banquette arrière de plusieurs centimètres vers l'arrière (pour augmenter l'espace pour les jambes et pour permettre l'installation d'une cloison), des commandes de climatisation pour les passagers arrière et une peinture School Bus Yellow.
En 2011, le Transit Connect était l'un des trois finalistes (aux côtés du Karsan V-1 et du Nissan NV200) dans l'offre du concours New York City Taxi of Tomorrow, dans le cadre d'un éventuel contrat d'exclusivité de 10 ans pour fournir des taxis à la ville. Tout en perdant l'offre Taxi of Tomorrow au profit du Nissan NV200, le Transit Connect Wagon reste le remplaçant de la Crown Victoria pour une utilisation en tant que taxi à New York (en tant que taxi accessible), d'autres municipalités américaines et à Hong Kong.

### Autre
Au Canada, le Transit Connect est devenu un véhicule de service populaire pour Postes Canada, Bell Canada et Rogers Cable, qui utilisaient un mélange de fourgonnettes Chrysler, Ford et GM[réf. nécessaire].

## Variantes

### Ford Transit Connect Titanium Wagon

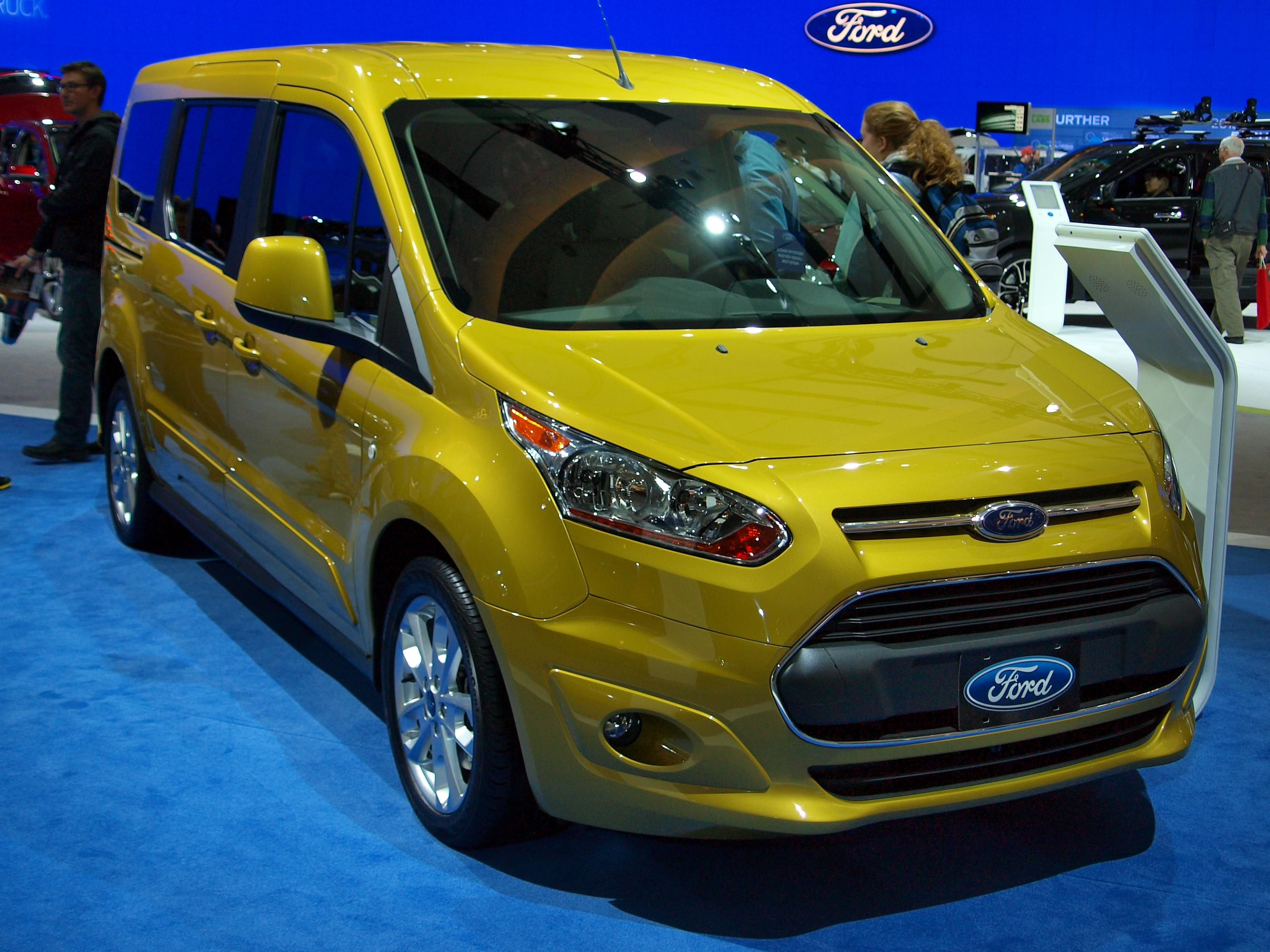
Ford Transit Connect Titanium Wagon

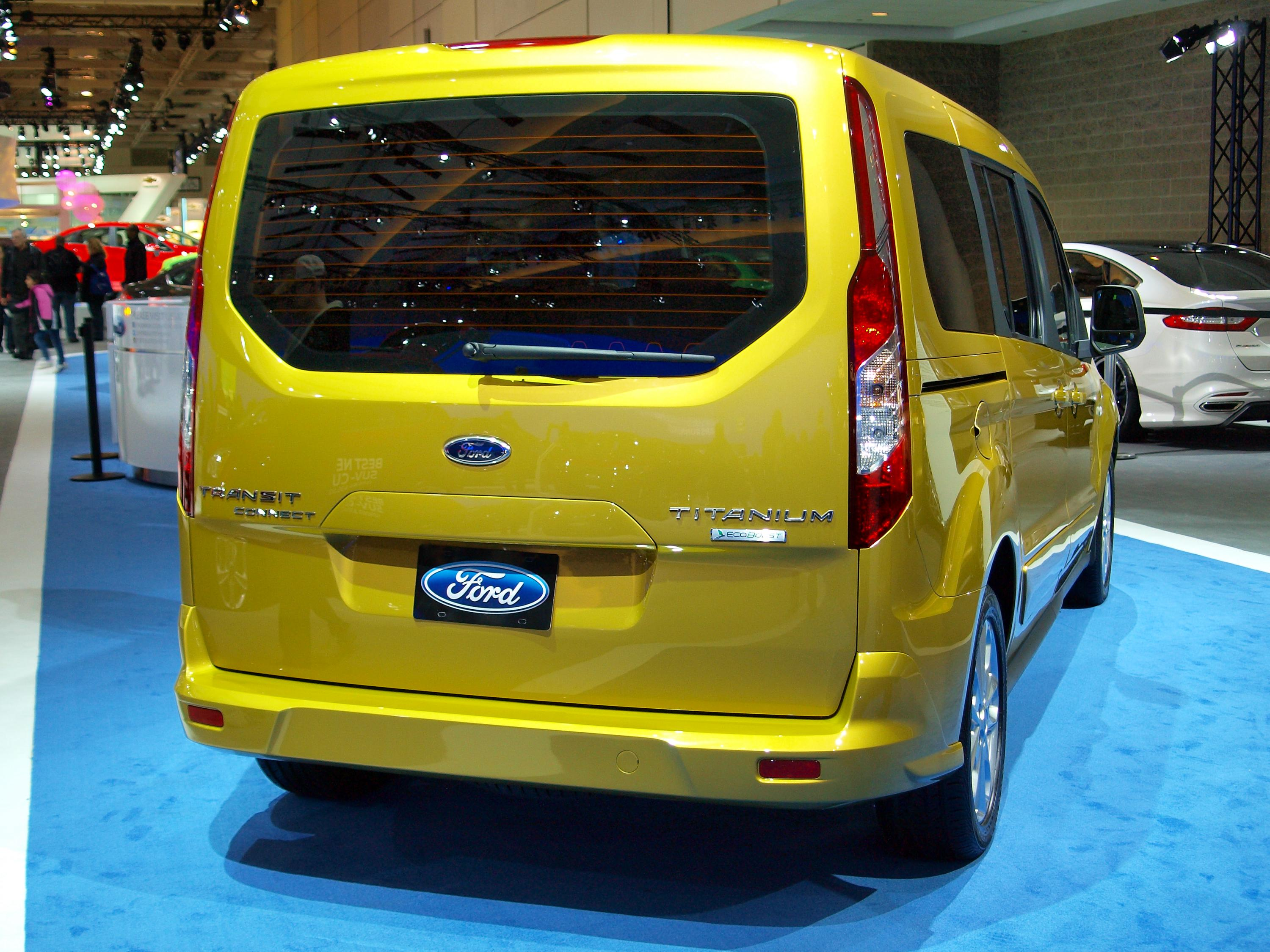
Ford Transit Connect Titanium Wagon

Le Transit Connect existe dans une version longue de 4,81 m (189.7 us inches) appelée Transit Connect Titanium Wagon aux États-Unis.

### Transit Connect Electric
Au Salon de l'auto de Chicago 2009, Ford a confirmé le développement d'une version alimentée par batterie du Transit Connect. Plus tard, au Salon de l'auto de Genève de la même année, Ford a présenté un prototype électrique du Ford Tourneo Connect pour passagers, qui est étroitement liée au Ford Transit Connect. À l'origine, Ford a annoncé que Smith Electric Vehicles installerait dans les véhicules les transmissions électriques et les batteries au lithium-ion, mais ils se sont ensuite associés à Azure Dynamics Corporation à la place, avec Johnson Controls-Saft en tant que fournisseur de batteries.
La production du Transit Connect Electric a commencé en décembre 2010,, et Azure Dynamics en est le fabricant officiel. L'autonomie officielle, selon l'Environmental Protection Agency des États-Unis, est de 56 miles (90 km) et il a une consommation en ville/autoroute et combinée de 3,8 litres aux 100 km basé sur des essais en cinq cycles utilisant des conditions de conduite et des commandes de climatisation variables. Le fourgon électrique coûte 57 400 $ US, ce qui fait plus que doubler le prix de la version essence même après réduction des incitations fédérales et étatiques ou locales pour les véhicules électriques,.

### Transit Connect X-Press
En 2004, Ford Europe a créé le Ford Transit Connect X-Press, basé sur un prototype de pré-production du Transit Connect, avec le moteur 2.0 L de 212 ch de la Ford Focus RS. Utilisant une fourgonnette à empattement court avec hayon arrière, le X-Press est équipé de la suspension avant, des freins à disque aux quatre roues et du volant de la Focus RS. La zone de chargement est équipée d'une cage de protection intégrale et de deux pneus de secours,.
En 2006, le Transit Connect X-Press a subi de mineurs modifications extérieures pour mieux refléter le véhicule de série.

### Tourneo Connect
Le Ford Tourneo Connect est un véhicule de loisirs produit par Ford  , qui a été mis en production pour la première fois en 2002 sur le marché britannique. Comme le Tourneo est une version pour passager du Transit, le Tourneo Connect a été conçu avec des fenêtres et des sièges arrière. Principalement qualifié de véhicule utilitaire, Ford prévoyait des ventes relativement faibles, comprises entre 800 et 1 000 unités, principalement aux exploitants de taxis, en raison de son statut de véhicule utilitaire. Cependant, Ford a décrit le Connect comme un véhicule «à double usage», capable de répondre à la fois aux besoins professionnels et de loisirs. Il a été mis en production pour rivaliser avec des modèles similaires, comme les Citroën Berlingo, Peugeot Partner, Volkswagen Caddy, Fiat Doblò et Opel/Vauxhall Combo Tour.
Au début, le Connect était le seul véhicule de ce type à offrir des sièges arrière rabattables et amovibles séparément en 60/40, ce qui permettaient de multiples formations de sièges et une capacité de charge accrue. Il offrait également l'option de deux portes latérales coulissantes ainsi que deux portes ou un hayon à l'arrière, alors qu'aucun de ses principaux concurrents n'a cette option. La conception du Connect souligne l'idéal de Ford selon lequel le véhicule doit être polyvalent. Depuis 2022, Ford utilise la plate-forme/châssis MQBevo / MQB2020 du Groupe Volkswagen AG pour son Tourneo Connect

#### Électrique
Au salon de Genève 2009, Ford a présenté un concept car électrique à batterie du Ford Tourneo Connect. Il comprend une batterie au lithium fer phosphate de 21 kWh, un moteur à aimant permanent de 50 kW et une transmission à une vitesse, pour une autonomie allant jusqu'à 160 kilomètres (99 miles) et une vitesse maximale d'environ 113 kilomètres par heure (70 mi/h). Sa technologie de véhicule électrique à batterie a été développée en collaboration avec Smith Electric Vehicles.